# Mika Sugimoto
Mika Sugimoto (jap. 杉本美香 Sugimoto Mika; * 27. August 1984 in Itami) ist eine ehemalige japanische Judoka. Sie war 2012 Olympiazweite im Schwergewicht.

## Sportliche Karriere
Die 1,65 m große Mika Sugimoto gewann 2003 die Silbermedaille in der offenen Klasse bei der Universiade. Im Finale unterlag sie der Chinesin Xue Fuyan. Auch im Finale der offenen Klasse bei den Asienmeisterschaften 2004 unterlag sie einer Chinesin, diesmal gewann Xu Lihui. Ein Jahr später in Taschkent siegte Sugimoto sowohl im Schwergewicht gegen die Chinesin Yu Song als auch in der offenen Klasse gegen die Kasachin Sagat Abikeeva. 2007 gewann sie eine Bronzemedaille im Schwergewicht bei der Universiade. Bei den Asienmeisterschaften 2008 siegte sie im Finale der offenen Klasse über die Südkoreanerin Cho Hye-jin. Ende 2008 fanden in Paris Weltmeisterschaften in der offenen Klasse statt, diese Gewichtsklasse wird bei Olympischen Spielen nicht angeboten. Sugimoto gewann eine Bronzemedaille, nachdem sie im Halbfinale gegen die Russin Jelena Iwaschtschenko unterlegen war. 
Im September 2010 fanden die Weltmeisterschaften in Tokio statt. Sugimoto gewann im Schwergewicht das Viertelfinale gegen die Chinesin Liu Huanyuan, das Halbfinale gegen die Kubanerin Idalys Ortíz und das Finale gegen die Chinesin Qin Qian. Vier Tage nach dem Schwergewicht wurde die offene Klasse ausgetragen. Sugimoto siegte im Achtelfinale gegen Idalys Ortíz, im Viertelfinale gegen die Mongolin Dordschgotowyn Tserenchand und im Halbfinale gegen die Französin Céline Lebrun. Im Finale bezwang sie wie im Schwergewicht Qin Qian. Zwei Monate später traf Sugimoto im Schwergewichts-Finale der Asienspiele 2010 erneut auf Qin Qian und wieder gewann die Japanerin.
Bei den Weltmeisterschaften 2011 in Paris wurde nur das Schwergewicht ausgetragen, Sugimoto unterlag Qin Qian im Halbfinale und erkämpfte gegen ihre Landsfrau Megumi Tachimoto eine Bronzemedaille. Zwei Monate später fanden in Tjumen Weltmeisterschaften in der offenen Klasse statt. Nach ihrer Halbfinalniederlage gegen die Chinesin Tong Wen gewann Sugimoto den Kampf um eine Bronzemedaille gegen Qin Qian. Zum Abschluss ihrer Karriere startete Mika Sugimoto 2012 bei den Olympischen Spielen in London. Im Achtelfinale gegen die Venezolanerin Giovanna Blanco und im Viertelfinale gegen die Brasilianerin Maria Suelen Altheman gewann Sugimoto vorzeitig. Im Halbfinale gegen die Britin Karina Bryant mussten beide über die volle Zeit von fünf Minuten, die Britin verlor wegen einer Passivitätsstrafe. Das Finale gewann die Kubanerin Idalys Ortíz durch Kampfrichterentscheid.